# Club Olympique de Bamako
Maillots
Le Club Olympique est un club malien de football fondé en 1960 et basé dans la ville de Bamako, la capitale du Mali.

## Palmarès
- Coupe du Mali (3)
  - Vainqueur : 2000, 2002, 2011
  - Finaliste : 1974, 2008

- Supercoupe du Mali (1)
  - Vainqueur : 2011
  - Finaliste : 2000, 2008

## Anciens joueurs
- Abdou Traoré
- Amadou Sidibé
- Moussa Tigana
- Alphousseyni Keita